# Allergie
Allergie is een reactie van het immuunsysteem op lichaamsvreemde stoffen (allergenen), die op zich helemaal niet schadelijk hoeven te zijn, zoals stuifmeelkorrels, huidschilfers van dieren, uitwerpselen van huisstofmijt, schimmelsporen of voedselbestanddelen. Allergenen komen in contact met de huid en/of slijmvliezen (bijvoorbeeld van de ogen) of komen via de luchtwegen of met voedsel het lichaam binnen, waarna het immuunsysteem deze allergenen onschadelijk probeert te maken met een soms 'overdreven' allergische reactie. De klachten (loopneus, tranende ogen, jeuk, benauwdheid, diarree) zijn niet afkomstig van het allergeen zelf, maar van de reactie van het immuunsysteem op het allergeen. Hooikoorts is een bekend voorbeeld.

## Indeling naar het mechanisme van de allergische reactie
We onderscheiden vier typen allergische reacties:
- Type I: IgE-allergie, waarvan anafylaxie een extreem voorbeeld is.
- Type II: IgG-antistofgemedieerde allergische reactie
- Type III: allergische reactie die zich richt naar oppervlakte-antigenen op weefsels
- Type IV: celgemedieerde allergische reactie

### Type I
Dit type allergie wordt IgE-afhankelijke allergie genoemd. Het is een allergie waarbij IgE-antilichamen betrokken zijn. Deze IgE's (immunoglobuline E) hechten zich aan de binnengekomen allergenen (zoals latex-deeltjes). Na herhaaldelijk contact worden mestcellen (zie ook: witte bloedcellen) ertoe aangezet om hun inhoud uit te storten en deze vasoactieve aminen (zoals histamine, serotonine en prostaglandinen) zullen vervolgens een aantal veranderingen veroorzaken in het lichaam:
1. vaatverwijding (vasodilatatie van de bloedvaten in de huid)
2. vernauwing van de bronchiën van de longen
3. afname van de hartactiviteit

Dit kan tot gevolg hebben:
1. neusklachten: loopneus, niezen, gezwollen neusslijmvlies
2. moeilijke en soms piepende ademhaling
3. rode ogen: bindvliesontsteking
4. huidveranderingen: roder worden, warmte afgeven, jeuk, huiduitslag
5. in ernstige gevallen bloeddrukdaling en shock, in extreme gevallen zelfs hartstilstand

Bij een type I-allergie treedt een reactie niet op bij een eerste contact met de allergie-veroorzaker. Na de eerste blootstelling volgt eerst een sensibilisering. Het lichaam gaat IgE-antistoffen tegen de betreffende stof aanmaken. Pas na een herhaald contact met het allergeen treedt de eigenlijke allergische reactie op.
Is de reactie acuut en levensbedreigend, dan is er sprake van een allergische anafylactische reactie (anafylaxie).
Voorbeelden van type I-allergie zijn:
- astma
- hooikoorts (pollinosis)
- constitutioneel eczeem

Dit zijn alle aandoeningen waarbij erfelijke factoren een rol kunnen spelen.
Effectieve middelen tegen hooikoorts zijn de antihistaminica, die het effect van histamine tegengaan. Verder kunnen preventief onder andere mestceldegranulatieremmers (zoals cromoglicaat), en corticosteroïden worden gebruikt.

### Type II
Deze vorm van allergie, ook cytotoxische reactie genoemd, ontstaat wanneer antilichamen zich gaan richten naar het oppervlak van cellen en weefsels, op de aldaar aanwezige antigenen. Zo start een reeks reacties die uiteindelijk de afbraak van cellen of weefsel veroorzaakt. Een typisch voorbeeld is een bloedtransfusie tussen personen met een niet-verenigbare bloedgroep. Dit leidt tot agglutinatie van rode bloedcellen en in zeer ernstige gevallen zelfs tot de dood. 
Deze reactie betreft ook vaak een allergische reactie op een geneesmiddel. Het allergeen bindt aan een lichaamscel en verandert de eiwitsamenstelling van het membraan. Hierdoor wordt de lichaamscel als lichaamsvreemd herkend en wordt deze aangevallen door het eigen immuunsysteem. Het betreft hierbij een direct cytotoxische reactie door IgG of IgM (antilichamen). Schade wordt veroorzaakt door neutrofiele granulocyten en naturalkillercellen. De neutrofiele granulocyten laten proteolytische enzymen vrij die een ontstekingsreactie veroorzaken. Naturalkillercellen laten granules vrij die ervoor zorgen dat de cel lyseert (stukgaat).

### Type III
Deze vorm van allergie ontstaat wanneer antigeen-antistofcomplexen neerslaan en onder andere neutrofielen aantrekken en het complementsysteem activeren en zo weefselschade veroorzaken. Er zijn twee vormen van een type III-reactie. 
Bij de eerste vorm worden antigeen-antistofcomplexen gevormd in de bloedbaan, waarna ze neerslaan in het weefsel. Meestal slaan deze complexen neer in de gewrichten en nieren.
De andere vorm is de Arthus reactie. Hierbij worden de antigeen-antistofcomplexen in het weefsel gevormd. 
Een bekend voorbeeld van een type III-reactie is systemische lupus erythematodes

### Type IV
Deze allergie ontstaat door het activeren van T-helper/inducercellen (T-lymfocyten), die via de productie van diverse cytokinen het betreffende antigeen elimineert, maar tevens weefselschade veroorzaakt. 
Deze gemedieerde immuunreactie is voornamelijk gericht tegen lichaamsvreemde cellen, zoals cellen die door een virus zijn geïnfecteerd of cellen van een transplantaat. Bij deze vorm spelen zowel de T-helpercel (Th-cel) als de cytotoxische T-cel (Tc-cel) een rol. Afhankelijk van de route kunnen twee reacties worden onderscheiden. 
T-celcytotoxie (bijvoorbeeld bij bloedtransfusie)Een binding van CD4+-T-helper/inducercellen aan het antigeen (samen met het HLA-klasse-II-molecuul) zal via de productie van IL-1 en IL-2 leiden tot het ontstaan van CD8+-Tc-cellen die de doelwitcellen (herkennen deze door HLA-klasse-I-moleculen) met een extracellulair mechanisme kunnen doden. Deze reactie treedt het meest op bij virus-geïnfecteerde cellen, zoals bij hepatitis B. Deze behoort niet tot de allergische reacties, maar het tweede mechanisme wel:
Vertraagd-type-overgevoeligheidDeze reactie wordt gemedieerd door lymfocyten en macrofagen. Wanneer een helpercel zich bindt aan een antigeen, zal deze lymfocyt worden gestimuleerd tot het uitscheiden van chemokinen en cytokinen. Dit gebeurt waarschijnlijk door een aparte populatie van T-helpercellen. De chemokinen kunnen lymfocyten, monocyten en andere ontstekingscellen aantrekken en activeren. De belangrijkste ontstekingscel is de geactiveerde macrofaag, die op zijn plaats wordt gehouden door de macrofagen-migratie-inhibitiefactor (MIF). Deze macrofaag kan met mediatoren weefselschade veroorzaken en gefagocyteerd materiaal verteren. De doelwitcel wordt gedood, maar dat gaat gepaard met weefselbeschadiging en een ontstekingsreactie. De meest voorkomende type-IV-vertraagd-overgevoeligheidsreactie gaat gepaard met eczeem: rode, geïrriteerde, jeukende huid. Veelvoorkomend is nikkelallergie, die uitslag kan geven bij oorbellen en andere sieraden of de gesp van een broekriem. Parfumallergie hoort ook tot type IV allergie.

## Indeling naar de toedieningsweg
Allergische reacties ontstaan vaak door stoffen die worden ingeademd, opgegeten of die met de huid in contact komen.
InhalatieHierbij komt het allergeen op de slijmvliezen terecht via de lucht. In de longen kan het tot astma-verschijnselen leiden. Bekende allergenen in deze categorie zijn schimmelsporen, pollen van planten (de bekende hooikoorts) en huidschilfers en haren van (huis)dieren zoals honden, katten en paarden. Het gaat meestal om allergische reacties van het type I. Andere mechanismen zijn mogelijk.
VoedselBij voedselallergie gaat het om type I reacties die gemedieerd worden door IgE-antilichamen. Symptomen zijn: jeukbulten (urticaria) en rode vlekjes, jeuk in de mond, zwelling van lippen of keel, misselijkheid, braken. Bij ernstige allergische reacties op voeding kan de bloeddruk verlagen en kan er een anafylactische shock optreden; dit is een medische urgentie. De meeste voedselallergieën in Europa betreffen echter de zogenaamde kruisreacties tussen berkenpollen en bepaalde fruit- en groentesoorten of soja. Het berkenpollen bevat het "bet v1"-allergeen, dit is een PR10-eiwit dat ook in plantaardige voedingsmiddelen voorkomt. Het immuunsysteem van iemand die allergisch is voor berkenpollen kan soms het onderscheid niet maken tussen het berkenpollen en de voedingsmiddelen, hierdoor treedt er een allergische reactie op. Deze zijn doorgaans vrij mild en beperken zich tot jeuk in de mond die binnen de 30 minuten spontaan verdwijnt. Men verwijst naar deze entiteit als het "oraal allergiesyndroom". Mensen met het oraal allergiesyndroom kunnen de voedingsmiddelen waarop ze reageren meestal wel verdragen wanneer deze zijn opgewarmd.
GeneesmiddelenGeneesmiddelen allergieën van het type 1 kunnen een zeer ernstig verloop hebben. De meest geïmpliceerde geneesmiddelen zijn de antibiotica, ontstekingsremmers en ACE-remmers. Ook contrastvloeistof kan leiden tot ernstige allergische reacties, deze verlopen echter niet via de IgE-antilichamen, maar door een directe mestcelactivatie. Wanneer een allergische reactie op geneesmiddelen verschillende uren of dagen na inname optreedt betreft het meestal een type 4-reactie (delayed reaction). Dit soort reactie geven meestal aanleiding tot een rode, jeukende uitslag die spontaan weer wegtrekt.
InsectengifInsectensteken geven meestal aanleiding tot een lokale reactie met pijn, roodheid, jeuk en zwelling op de plaats van de steek. Mensen die een insectengifallergie hebben zullen een meer uitgebreide reactie vertonen na een steek. Dit kan zelfs uitmonden in een anafylactische shock met eventuele fatale afloop. De meeste insectengifallergieën betreffen de bijen en wespen. Ook hommelsteken kunnen een allergie veroorzaken, dit wordt echter veelal gezien in de context van arbeiders die te werk gesteld zijn in een hommelkwekerij.
ContactallergieUiten zich vaak als vormen van eczeem. Veelvoorkomend is allergie voor een aantal metalen, vooral nikkel, chroom en kobalt. Het gaat om een reactie van het type IV. Veel cosmetica en parfums (ook bestanddelen van zepen en waspoeders) en alle aromatische producten en zaken (zoals een nieuw kledingstuk, nieuwe vloerbedekking, een nieuwe matras etc. alsmede de geur van hout en van vers gemaaid gras) kunnen reacties veroorzaken, evenals de lijm in pleisters en lederwaren.

## Diagnose
Doorgaans zal iemand contact met zijn of haar huisarts opnemen bij eerder genoemde klachten. De huisarts kan hierop beslissen om een bloedtest af te nemen. Afgaande op de resultaten van de bloedtest kan de huisarts de patiënt advies geven, medicatie voorschrijven of doorverwijzen naar een allergoloog.

### Type 1-allergie
BloedonderzoekBij de patiënt wordt bloed afgenomen dat wordt onderzocht op de aanwezigheid van allergische antistoffen IgE, de zogenaamde specifieke IgE's, tegen bepaalde allergenen. Tegenwoordig zijn ook meer geavanceerde technieken beschikbaar zoals de molecular resolved diagnosis waarbij bepaalde epitopen van een allergeen kunnen worden gedetecteerd zodat men beter het onderscheid kan maken tussen een primaire dan wel een kruisallergie.
HuidpriktestVroeger werd de krasjestest gebruikt, later kwamen de huidpriktesten. Hierbij wordt een druppel allergeenhoudende vloeistof op de huid aangebracht en doorprikt met een lancet. Na een kwartier kan een eventuele reactie worden afgelezen. Voor voeding zijn de prik-to-prik testen gevoeliger; hierbij wordt de lancet eerst in verse voeding geprikt vooraleer de huid wordt aangeprikt.
Intracutane huidtestDoor middel van injecties wordt allergeenhoudende vloeistof in de opperhuid geïnjecteerd. Na een 15 tot 30 minuten kan een reactie worden afgelezen. 6 uur na de test dient de 'late reactie' te worden afgelezen.
NeusprovocatieNeusprovocatie dient om een indruk te verkrijgen van de hevigheid van de allergische reactie. Bij deze test wordt een allergeen houdende vloeistof in de neus gespoten. Tijdens de inwerkingsperiode van 5 tot 10 minuten kunnen bij de patiënt allergische reacties ontstaan (zoals niezen). Zijn deze niet erg hevig, dan wordt overgegaan op een hogere concentratie allergeenhoudende vloeistof. Hierna volgt weer een inwerkingsperiode. Zo kan bepaald worden hoe gevoelig de patiënt is. 6 uur na de test dient de 'late reactie' te worden bepaald. Als de patiënt neussprays gebruikt dient het gebruik hiervan 1 tot 3 weken van tevoren worden gestaakt.
Orale provocatie testIndien een onderliggende voedselallergie wordt vermoed terwijl de huidpriktesten en bloedanalyses negatief of twijfelachtig zijn, kan overgegaan worden tot de orale provocatietest waarbij de patiënt een bepaald voedingsmiddel krijgt toegediend onder gecontroleerde omstandigheden en op een geblindeerde wijze (de patiënt weet niet of hij hetgeen krijgt waar hij allergisch voor is of een placebo). Dit is in feite de gouden standaard in de diagnostiek van voedselallergie.
EliminatiedieetIn geval van een voedselallergie horen de klachten te verdwijnen tijdens een eliminatiedieet. Als de klachten inderdaad verdwijnen, kunnen de stoffen waarvoor een allergie bestaat, geïdentificeerd worden door deze stapsgewijs weer te introduceren in de voeding.

### Type 4-allergie
Plakproef of patchtestBij de patiënt wordt een aantal pleisters met allergenen aangebracht. Meestal wordt getest met de Europese standaardreeks, bestaande uit de meest voorkomende allergenen. Deze pleisters moeten 48 uur blijven zitten, waarna ze verwijderd worden en de voorlopige resultaten worden afgelezen. 24 uur later moeten de resultaten nog een keer worden afgelezen om tot een conclusie te kunnen komen. Bepaalde reacties ontstaan pas na contact met lucht, sporadisch ontstaat er een reactie na zeven dagen.
EliminatiedieetZie boven.
Bij de plakproef, huidtest, prikproef en neusprovocatie mag er een aantal uren voor de test (doorgaans 36 tot 72 uur) en tijdens de test geen gebruik worden gemaakt van een antihistaminicum, aangezien de allergische reactie anders onderdrukt wordt.

## Behandeling
- Type 1-allergie (zoals hooikoorts, huisstofmijtallergie, dierenallergie):
  - vermijding van het desbetreffende allergeen
  - medicatie
    - Een behandeling kan bestaan uit symptoombestrijding, bijvoorbeeld met een antihistaminicum, lokale ontstekingsremmende corticosteroïden (neussprays) of mestceldegranulatieremmers. Behandeling met een antihistaminicum is de meest gebruikte methode, aangezien dit doorgaans afdoende werkt en veel patiënten alleen last hebben van hooikoorts (hiervoor hoeft de patiënt maar enkele weken tot maanden een antihistaminicum te nemen).

  - desensibilisatie
    - Dit is een behandeling die de oorzaak van de allergie aanpakt door de patiënt immuun te maken voor de allergenen. Deze behandeling wordt tegenwoordig steeds vaker toegepast voor patiënten met diverse allergieën en bijbehorende klachten.

  - De therapie bij een hevige acute allergische reactie (anafylactische reactie) bestaat uit het toedienen van adrenaline door middel van een auto-adrenaline-injector (bijvoorbeeld Epipen). Hierdoor gaan de bronchiën zich weer verwijden, vernauwen de bloedvaten in de huid zich (vasoconstrictie) en wordt de activiteit van het hart gestimuleerd. Andere geneesmiddelen, zoals calcium, blijken minder of niet effectief. Corticosteroïden hebben een snelle werking, maar door negatieve bijwerkingen worden deze medicijnen pas voorgeschreven wanneer duidelijk is dat er geen alternatief meer voorhanden is.

- Type 4-allergie (zoals allergisch contacteczeem):
  - Vermijding van het allergeen
  - Medicatie: in geval van allergisch eczeem gaat het doorgaans om cortisone bevattende crèmes of zalven. Bij ernstige en uitgebreide reacties worden soms systemische glucocorticoïden toegediend (in pilvorm via de mond ofwel met behulp van een injectie).

Er worden ook alternatieve behandelingen aangeboden, deze hebben geen wetenschappelijk bewezen effecten. Placebo-effecten zijn echter niet uitgesloten.

## Preventie
Hoewel een aanleg voor allergieën erfelijk en aangeboren kan zijn, kunnen allergieën ook voorkomen worden. Preventie is zeker niet altijd mogelijk maar onderstaande maatregelen kunnen wel bijdragen.
Bewezen eventuele preventieve werking:
- Niet roken tijdens en na de zwangerschap, rook bevordert de aanmaak van allergische antistoffen
- Borstvoeding geven, liefst zes maanden
- Bepaalde voedselallergenen (zoals pinda) kunnen best vroeg geïntroduceerd worden (vanaf de leeftijd van 4 maanden)[2]

Vermoeden eventuele preventieve werking:
- Opgroeien op het platteland zou een protectieve factor zijn met betrekking tot het ontwikkelen van allergieën
- Vermijden van een geïndustrialiseerde omgeving

## Overig
De allergenendatabank houdt bij welke voedselproducten zonder problemen gebruikt kunnen worden door personen met een bepaalde voedselallergie. 

## Trivia
"Allergisch" wordt ook gebruikt om aan te duiden dat iemand een flinke hekel aan iets heeft, er grote afkeer van heeft. Bijvoorbeeld: "Hij is allergisch voor Frans." Dat wil dan zeggen dat de Franse taal hem weerzin inboezemt, hij er niets van moet hebben.